# 星探
星探（英语：Scout）是指挖掘有明星潜质的职业人士，是一个兴起于欧美，随后进入亚非的行业。其中专门挖掘球星的人也可叫球探。

## 簡述
星探起源于欧美，在改革开放后引进中国大陆。因其主要是挖掘潜在的明星，故而被称为星探。
星探一般受雇於娱乐、电影、唱片公司，主要工作是日常在大街上、闹市商业区、商场、海滩、学校、车站等人流量庞大的地方探寻拥有明星潜质、气质、相貌的人，留下被挖掘者的联系方式，经过沟通和交流，随后推荐和介绍他们去自己被雇佣的公司。部分专门的星探，为所雇用的公司探寻符合公司要求又有发展潜力的人，用一定的包装、训练和幕后制作，将发掘的人培养为新星。

## 分类

### 演员、模特星探
演员星探，就是善于发现具有表演天赋的人参加影视剧演出的人，这些人满世界地寻找那些具有明星潜质的人经过公司包装和培训并参加影视剧演出，一如寻宝探宝的寻宝者，许多大明星就是这样被他们发现挖掘出来的。而模特星探就是寻找具有模特潜质的人。世界著名模特星探公司：
- 精英模特公司——纽约、洛杉矶、迈阿密、多伦多、芝加哥和亚特兰大（Elite Model Management - New York City, Los Angeles, Miami,Toronto, Chicago and Atlanta ）

- 福特[需要消歧义]模特公司——纽约、洛杉矶、旧金山、巴黎、圣保罗、里约热内卢、迈阿密、多伦多、芝加哥和密尔沃基（Ford Models - New York City, Los Angeles, San Francisco, Paris, São Paulo, Rio de Janeiro, Miami, Toronto, Chicago and Milwaukee）

- 图片模特公司——纽约、巴黎、伦敦、米兰、香港（IMG Models - New York City, Paris, London, Milan, Hong Kong）

- 玛丽莲公司——巴黎（Marilyn Agency - Paris）

- 模特1 -伦敦（Models 1 - London）

- 纽约模特公司—纽约（New York Model Management - New York City）

- 下一个模特公司—纽约和巴黎（NEXT Model Management - New York City and Paris）

- 唯一模特公司—纽约（One Management - New York City）

- 橙色模特公司—多伦多，蒙特利尔和伦敦（Orange Model Management - Toronto, Montreal and London）

- M模特和人才公司——多伦多（M Models and Talent Agency - Toronto）

- 超级模特公司——伦敦（Premier Model Management - London）

- 选择模特公司——伦敦（Select Model Management - London）

- 风暴模特经纪公司——伦敦（Storm Model Agency - London）

- 万岁模特公司——巴黎，巴塞罗那和伦敦（Viva Models - Paris, Barcelona and London）

- 维赫纳模特公司-纽约（Wilhelmina Models - New York City）

- 女性模特公司——纽约（Women Model Management - New York City）

- “为什么”模特公司——米兰（Why Not Model Agency - Milan）

- Easymodelling ——瑞士日内瓦（Easymodelling - 日內瓦, Switzerland）

### 体育星探
體育星探常稱為「球探」，通常受雇於職業運動的球隊或運動經紀公司，不少球探曾是球員或教練。球探會分析欲發掘球員的戰績，並到運動比賽現場實地觀察，有時會以儀器測量，例如測速槍測量棒球投手球速，之後會做成報告交由球隊或經紀公司決定是否網羅該球員。